# Claix (Isère)
Pour les articles homonymes, voir Claix.
Claix [klɛ]  est une commune française dans la banlieue de Grenoble, située dans le département de l'Isère et dans la région Auvergne-Rhône-Alpes.
Selon l'INSEE, en 2017, la commune comptait 8 129 habitants appelés Claixois. Elle fait partie de la métropole Grenoble-Alpes Métropole, qui regroupe 49 communes et 440 000 habitants, en 2015.
Située dans une région dominée par les Romains depuis le IIe siècle av. J.-C., la première mention au sujet de cette ville, dont la graphie du nom prend plusieurs formes : Clais, Clays, Claies, Claysum, Clasium, Claiz, Cleys ou encore Cles, date du Xe siècle. Sa forme définitive est arrêtée en 1789 avec Claix. L'origine de ce nom est incertaine : dérivé de « Clavius », nom de domaine gallo-romain, ou du mot gaulois « cleta » qui signifie clôture.
Située dans la partie méridionale de l'agglomération de Grenoble, Claix est une petite ville en zone péri-urbaine au pied du Vercors et le long du Drac.

## Géographie

### Localisation
Claix se situe au sud de Grenoble, sur le contrefort est du Vercors, non loin du confluent de la Gresse et du Drac.
Claix est la troisième commune la plus étendue de l'agglomération grenobloise (24,1 km2) après Le Gua (28,4 km2) et Vif (28,3 km2).
La commune de Claix présente à la fois le visage d'une commune de l'agglomération de Grenoble et d'une commune de montagne, puisque son altitude culmine à plus de 1 800 m sur l'arête du Vercors. Claix est une commune du parc naturel régional du Vercors.

### Communes limitrophes
| Saint-Nizier-du-Moucherotte | Seyssins                  | Échirolles       |
| Lans-en-Vercors             | Claix                     | Le Pont-de-Claix |
|                             | Varces-Allières-et-Risset |                  |

Les communes limitrophes de Claix sont Seyssins au nord, le Pont-de-Claix à l'est, Varces-Allières-et-Risset au sud, et Lans-en-Vercors et Saint-Nizier-du-Moucherotte à l'ouest.

### Géologie et relief
La commune de Claix s'étend de l'altitude de 226 m au niveau du Pont de Claix à 1 966 m à proximité du Pic Saint-Michel (Vercors), ce dernier séparant les communes de Varces et Lans-en-Vercors. La crête de la falaise sert de limite.
Durant l'ère secondaire, les Alpes internes sont formées par les mouvements de compression il y a 20 millions d'années quand la mer s'est retirée, puis l'ère tertiaire est marqué par une mer alpine dont émerge la forme actuelle de Claix. Il y a 250 000 ans, Claix est marqué par les grandes glaciations où se trouve une faune aujourd'hui disparue (mammouth, rhinocéros laineux, lion des cavernes entre autres), cette dernière est ensuite remplacée par l'ours, le bouquetin, le lièvre ou le renard polaire.
Le massif du Vercors est constitué de deux ensembles structuraux, le plateau de Saint-Nizier avec sa voûte anticlinale est faite de calcaires urgoniens, d'où est refoulé le pli faille du Moucherotte. À ses pieds, la présence des pentes plus molles donnent sur la plaine dans les rochers de Comboire.

### Climat
Pour des articles plus généraux, voir Climat d'Auvergne-Rhône-Alpes et Climat de l'Isère.
En 2010, le climat de la commune est de type climat des marges montargnardes, selon une étude du Centre national de la recherche scientifique s'appuyant sur une série de données couvrant la période 1971-2000. En 2020, Météo-France publie une typologie des climats de la France métropolitaine dans laquelle la commune est exposée à un climat de montagne ou de marges de montagne et est dans la région climatique  Alpes du nord, caractérisée par une pluviométrie annuelle de 1 200 à 1 500 mm, irrégulièrement répartie en été. 
Pour la période 1971-2000, la température annuelle moyenne est de 11,6 °C, avec une amplitude thermique annuelle de 19,3 °C. Le cumul annuel moyen de précipitations est de 1 209 mm, avec 10,1 jours de précipitations en janvier et 6,7 jours en juillet. Pour la période 1991-2020, la température moyenne annuelle observée sur la station météorologique de Météo-France la plus proche, « Villard-de-Lans », sur la commune de Villard-de-Lans à 11 km à vol d'oiseau, est de 8,0 °C et le cumul annuel moyen de précipitations est de 1 270,0 mm,. Pour l'avenir, les paramètres climatiques de la commune estimés pour 2050 selon différents scénarios d'émission de gaz à effet de serre sont consultables sur un site dédié publié par Météo-France en novembre 2022.

### Hydrographie
Claix est bordée par le Drac qui forme sa limite avec Le Pont-de-Claix.

### Voies de communications et transports

#### Réseau routier
Du fait de la présence du pont Lesdiguières de Claix, point quasi incontournable de traversée du Drac, la commune est historiquement sur un axe de communication de Grenoble vers Sisteron. Les principaux axes routiers traversant la commune sont :
- la départementale 269 qui relie le Bourg à Pont Rouge et le Bourg à Seyssins ;
- l'autoroute A51 qui relie Grenoble à Marseille. Néanmoins, il manque encore un tronçon entre Monestier-de-Clermont et le sud de Gap ;
- la départementale 1075 (ancienne RN 75) reliant Le Pont-de-Claix à Varces-Allières-et-Risset.

#### Transport ferroviaire
La gare SNCF la plus proche est la gare de Pont-de-Claix, qui est à proximité immédiate de la commune.

#### Transport routier
Depuis le 1er septembre 2014, la commune est desservie par les lignes bus Chrono C2, Proximo 22, Flexo 47 et 48 du réseau de transport en commun "M réso".

## Urbanisme

### Typologie
Au 1er janvier 2024, Claix est catégorisée ceinture urbaine, selon la nouvelle grille communale de densité à sept niveaux définie par l'Insee en 2022.
Elle appartient à l'unité urbaine de Grenoble, une agglomération intra-départementale regroupant 38  communes, dont elle est une commune de la banlieue,,. Par ailleurs la commune fait partie de l'aire d'attraction de Grenoble, dont elle est une commune de la couronne,. Cette aire, qui regroupe 204 communes, est catégorisée dans les aires de 700 000 habitants ou plus (hors Paris),.

### Occupation des sols
L'occupation des sols de la commune, telle qu'elle ressort de la base de données européenne d’occupation biophysique des sols Corine Land Cover (CLC), est marquée par l'importance des forêts et milieux semi-naturels (55,5 % en 2018), en diminution par rapport à 1990 (56,4 %). La répartition détaillée en 2018 est la suivante : 
forêts (51,6 %), zones agricoles hétérogènes (17,1 %), zones urbanisées (11,6 %), prairies (10,7 %), terres arables (2,5 %), espaces ouverts, sans ou avec peu de végétation (2,2 %), milieux à végétation arbustive et/ou herbacée (1,7 %), eaux continentales (1,4 %), zones industrielles ou commerciales et réseaux de communication (1,1 %). L'évolution de l’occupation des sols de la commune et de ses infrastructures peut être observée sur les différentes représentations cartographiques du territoire : la carte de Cassini (XVIIIe siècle), la carte d'état-major (1820-1866) et les cartes ou photos aériennes de l'IGN pour la période actuelle (1950 à aujourd'hui).

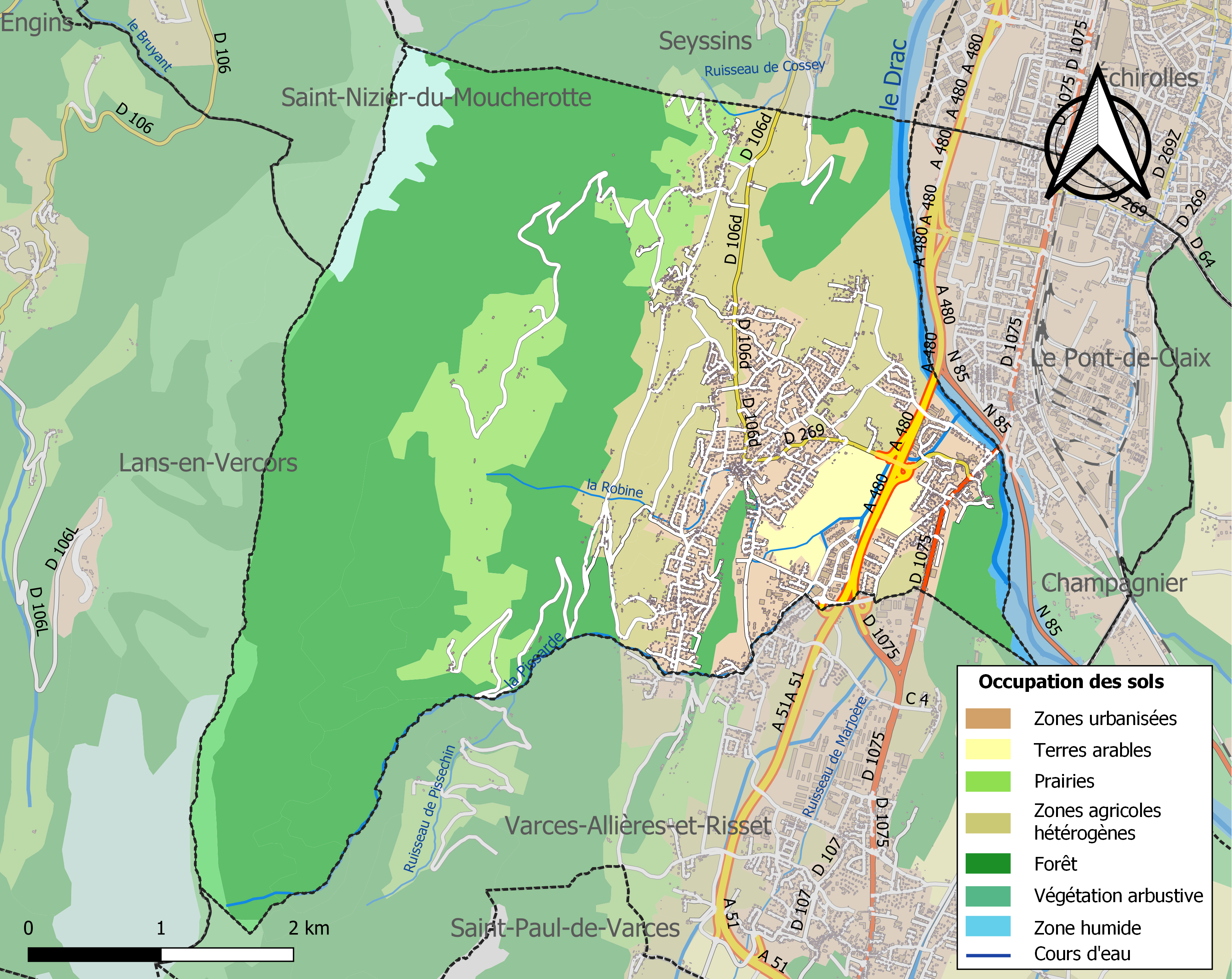
Carte des infrastructures et de l'occupation des sols de la commune en 2018 (CLC).

### Logement
En 2007, Claix comptait 3 053 logements, individuels pour plus de 74 %, auxquels s'ajoutaient 146 logements vacants ou secondaires. Parmi eux 13,3 % datent d'avant 1949. Pour les constructions plus récentes, 24,2 % des logements datent d'entre 1949 et 1975, 41,7 % d'entre 1975 et 1989, et 20,8 % depuis 1990.

### Risques naturels et technologiques

#### Risques sismiques
Le territoire de Claix est situé en zone de sismicité n°4 (sur une échelle de 1 à 5), comme l'ensemble des territoires des communes de l'agglomération grenobloise.
| Type de zone | Niveau            | Définitions (bâtiment à risque normal) |
| ------------ | ----------------- | -------------------------------------- |
| Zone 4       | Sismicité moyenne | accélération = 1,6 m/s2                |

#### Autres risques naturels
Seyssins est une des trente-sept communes du département de l'Isère classée pour le risque incendie de forêt.

### Lieux-dits et hameaux
Les deux principaux quartiers de Claix sont le Bourg  (groupé autour du centre historique, de la mairie et de l'église Saint-Pierre), et le Pont Rouge, situé dans la plaine, à proximité du pont historique sur le Drac, qui se développe à partir de 1916 grâce à la proximité des usines Progil au Pont-de-Claix ;
Au-delà de ces deux quartiers, une multitude de hameaux s'égrène dans la plaine ou sur les pentes  du Vercors : la Bâtie, la Balme, la Balmette, Furonnières, le Peuil, Savoyères, Jayères, Cossey, la Côte, Malhivert, Allières, Garetières et Pénatière.

## Toponymie
Le nom de la localité est attesté sous les formes Clais XIe siècle, Clays, Clasio, Clay, Claies, Claysio, Cleysio, Closix, Claiso, Clayes, Claysum, Claye, Cleys, Claiz ou encore Cles entre 1189 et 1789. Sa forme définitive est adoptée en 1789 avec « Claix ».
On peut rapprocher Claix de Claix (Charente), mentionné sous la forme de Claiaco en 1110, et y voir un nom de domaine gallo-romain en -acum, suffixe de localisation et de propriété d'origine gauloise, précédé du nom de personne latin (porté par un autochtone) Clavius,.
Certaines formes anciennes font en revanche penser aux nombreux Claie, Clayes, nom qui, en toponymie, désigne un endroit contrôlant un passage étroit, ou un endroit clos. Même mot que le français claie, ancien français claie « treillis d´osier à claire-voie », claiel, clayel « clôture », clais, claiz, cleiz « palissade, haie, prison » attesté en latin médiéval clida, en bas latin cleia, cleta « claie, treillage servant de clôture », terme d'origine gauloise cleta (cf. vieil irlandais cliath, vieux breton cluit),,. La proximité sémantique, ainsi que la ressemblance phonétique avec le franco-provençal cllâf « clef » (terme issu du latin clavis) expliquent que dans certains toponymes ayant la même origine, ces deux mots ont pu se confondre, ce qui ne semble pas être le cas ici.
Ce domaine devait être un endroit de passage obligatoire pour accéder à la vallée du Drac dont les allées et venues étaient peut-être contrôlées par son château fort.

## Histoire

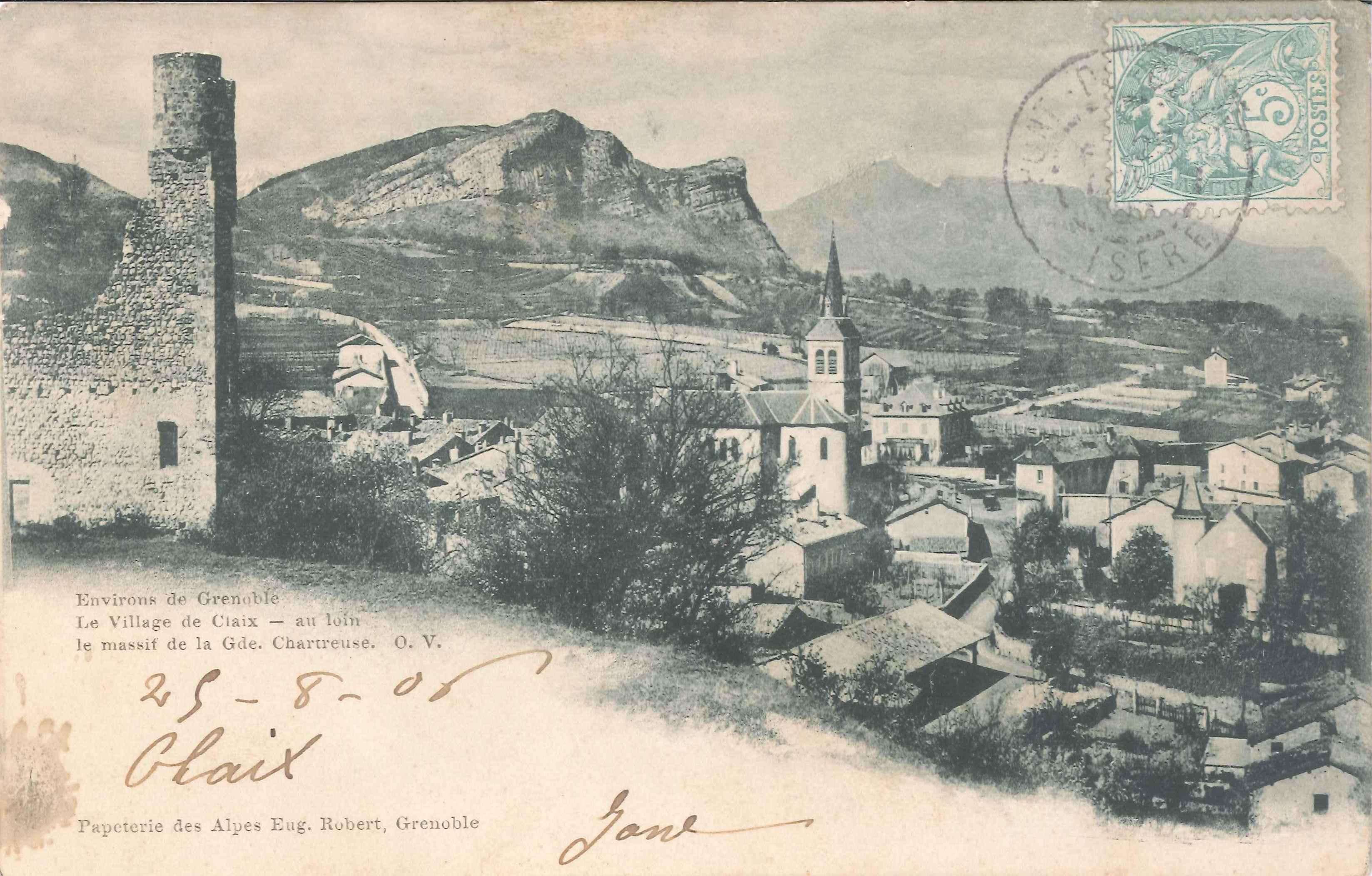
Claix au début du XXe siècle

### Préhistoire et Antiquité
La présence humaine à Claix et dans ses environs est attestée depuis l'Antiquité, avec même des restes préhistoriques trouvés sur la commune.
Le site préhistorique le plus important est la Balme, un abri sous roche occupé depuis 3000 ans, à 1 510 m d'altitude sous le Moucherotte.
Les rochers de Comboire sont un oppidum présumé. Au niveau du lieu-dit « Trou du renard », les restes d'une sépulture collective de 3400 a. J.-C. à 1500 a. J.-C ont été découverts. Au lieu-dit de Château Bouvier, il existerait les traces d'un oppidum occasionnel.
Un site paléochrétien est l'habitat du Val d'Allières, occupé du IIe au VIe siècle, qui a été découvert en 1980 lors de travaux.
Sans spéculer sur un éventuel passage de Hannibal sur le territoire de l'actuelle commune, il existe cependant des points de franchissement du Drac qui existent depuis fort longtemps. La route qui relie Seyssins à Claix remonte à l'époque romaine,,.

### Moyen Âge
Une maison forte appartenant à Guillaume de Chipres date de 1269. celle-ci est située près de la porte du Rif.
En 1421, la terre et seigneurie de Claix passent à Jean de Dunois, fils illégitime de Louis de France, duc d'Orléans, et de Mariette d'Enghien, compagnon de Jeanne d'Arc.
Au XVe siècle, une page fondamentale de Claix s'écrit, avec la construction du fameux pont sur le Drac, sous l'impulsion de Lesdiguières.

### Époque contemporaine
Le périmètre actuel de la commune de Claix date de 1873, date à laquelle la commune de Pont-de-Claix fut créée par démembrement de la commune de Claix.
Au centre du vieux village domine l'église Saint-Pierre. Elle a été bâtie en 1827 à l'emplacement d'un bâtiment du même nom détruit en 1823.

## Politique et administration

### Administration municipale
En 2022, le nombre d'habitants étant supérieur à 5000 et inférieur à 9999, la commune compte nombre de conseillers municipaux vingt-neuf élus (15 hommes et 14 femmes) dont un maire, huit adjoints au maire et vingt conseillers municipaux.
La ville est dotée d'un conseil d'administration du centre communal d'action sociale et de la résidence des personnes âgées (CCAS/RPA) réunissant conseillers municipaux et personnels qualifiés.

### Situation administrative
Claix est située dans le canton de Fontaine-Seyssinet, l'arrondissement de Grenoble, dans le département de l'Isère et la région Rhône-Alpes.
Le canton de Fontaine Seyssinet regroupe les quatre communes suivantes : Claix, Seyssins, Seyssinet-Pariset et une partie de Fontaine. Elle fait également partie de la quatrième circonscription de l'Isère.
Claix fait partie de la métropole Grenoble-Alpes Métropole qui regroupe quarante-neuf communes.

### Liste des maires
Depuis 1959, six maires se sont succédé à Claix :
| Période | Période  | Identité           | Étiquette | Qualité                                           |
| ------- | -------- | ------------------ | --------- | ------------------------------------------------- |
| 1959    | 1971     | Auguste Colombet   |           |                                                   |
| 1971    | 1977     | Émile Taillefer    |           |                                                   |
| 1977    | 1983     | Jean Baptiste Vial | PS        | Ingénieur, responsable socio-juridique            |
| 1983    | 1989     | Jean Marie Gavory  |           |                                                   |
| 1989    | 2018     | Michel Octru       | DVD       | Retraité                                          |
| 2018    | En cours | Christophe Revil   | DVC       | Journaliste, conseiller départemental depuis 2021 |

### Tendances politiques et résultats
Les électeurs claixois votent différemment selon la nature de l'élection. Sur le plan communal, Claix a une tendance de droite modérée avec l'élection en 1989 de Michel Octru, réélu en 1995, 2001, 2008 et 2014. Aux présidentielles, Jacques Chirac (Union pour un mouvement populaire (UMP)) arrive en tête en 2002 au premier tour avec 16,58 % devant Lionel Jospin (Parti socialiste (PS)) avec 16,46 %, au second tour l'UMP fait 86,77 % contre 13,23 % pour le Front national (FN). En 2007, Nicolas Sarkozy engrange 33,83 % des voix au premier tour devant Ségolène Royal (26,87 %) et François Bayrou (20,5 %), au second tour Sarkozy recueille 54,59 % contre 45,41 % à Royal. En 2012, au premier tour Sarkozy recueille 29,99 %, devant François Hollande 27,75 %, puis recueille 51,10 % au second tour. Enfin, en 2017, au premier tour Emmanuel Macron recueille 31,16 % devant François Fillon (22,40 %), Jean-Luc Mélenchon (17,67 %) et Marine Le Pen (15,38 %)
Toutefois, lors des élections législatives, régionales et cantonales dans les années 2000, c'est le parti socialiste qui est en tête à Claix. Aux législatives, le PS (Didier Migaud) fait 52,22 % contre 47,78 % à l'UMP (François Gilabert) en 2002 puis Didier Migaud fait 55,49 % contre 44,51 % à l'UMP (Yann Casavecchia) en 2007 et enfin le PS (Marie-Noëlle Battistel) fait 58,8 % contre 41,2 % aux divers droites (Fabrice Marchiol) en 2010. En 2012, Battistel devance avec 53,48 % la candidate UMP Cécilia Durieu sur la commune.
Les élections régionales confirment cette tendance où le PS (avec à sa tête Jean-Jack Queyranne) arrive en tête au second tour en 2004 avec 52,10 % et en 2010 avec 56,47 %. Enfin aux élections cantonales en 2008, le PS a rassemblé 48,72 % des voix contre 23,63 % à l'UMP et 21,42 % aux divers droites.
Sur le plan européen, les claixois ont voté à 63,27 % oui au traité de Maastricht et 57,51 % oui au référendum sur le traité de la constitution européenne en 2005. Aux élections européennes, les Claixois ont placé en 2004 le PS en tête avec 35,93 % des voix devant l'UMP (16,32 %) et l'UDF (13,03 %), en revanche ils ont placé l'UMP en tête en 2010 avec 26,46 % devant l'Europe Écologie (24,01 %) et le PS (18,37 %), tout comme en 2014 où l'UMP avec 20,97 % devance le Front National (18,04 %) et le Parti socialiste (15,08 %).

### Instances judiciaires et administratives
Depuis le 1er janvier 2015, Claix dépend du canton de Fontaine-Seyssinet. Les pompiers intervenant à Claix sont basés à Seyssinet-Pariset. Toutefois, la commune dispose d'une police municipale et d'un bureau de poste.
La ville relève de la compétence des tribunaux de Grenoble, où se situent le tribunal d'instance, le tribunal de grande instance et le tribunal de commerce.
La ville dépend de la brigade de gendarmerie de Pont-de-Claix.

### Politique environnementale
La ville de Claix compte 669 hectares de forêts. Elle fait partie partiellement depuis 2008 du parc naturel régional du Vercors. Sur 40 hectares à 1 000 m d'altitude, la tourbière du Peuil se situe dans ce parc, y étant déclarée espace naturel sensible, ce site abrite plus de 200 espèces de fleurs différentes et de nombreuses espèces animales. Autre zone naturelle protégée sont les rochers de Comboire (partagé avec Seyssins) sur 136 hectares en raison des roches de nature calcaire, ce site permet de favoriser les espèces thermophiles, les nidifications de diverses espèces d'oiseaux et l'établissement de chauves-souris.

## Population et société

### Démographie
L'évolution du nombre d'habitants est connue à travers les recensements de la population effectués dans la commune depuis 1793. Pour les communes de moins de 10 000 habitants, une enquête de recensement portant sur toute la population est réalisée tous les cinq ans, les populations de référence des années intermédiaires étant quant à elles estimées par interpolation ou extrapolation. Pour la commune, le premier recensement exhaustif entrant dans le cadre du nouveau dispositif a été réalisé en 2005.

En 2022, la commune comptait 7 840 habitants, en évolution de −2,35 % par rapport à 2016 (Isère : +3,07 %, France hors Mayotte : +2,11 %).
| 1793  | 1800  | 1806  | 1821  | 1831  | 1836  | 1841  | 1846  | 1851  |
| ----- | ----- | ----- | ----- | ----- | ----- | ----- | ----- | ----- |
| 1 409 | 1 316 | 1 371 | 1 533 | 1 659 | 1 711 | 1 833 | 1 840 | 1 942 |

| 1856  | 1861  | 1866  | 1872  | 1876  | 1881  | 1886  | 1891  | 1896  |
| ----- | ----- | ----- | ----- | ----- | ----- | ----- | ----- | ----- |
| 1 933 | 2 026 | 2 102 | 2 096 | 1 345 | 1 269 | 1 270 | 1 223 | 1 250 |

| 1901  | 1906  | 1911  | 1921  | 1926  | 1931  | 1936  | 1946  | 1954  |
| ----- | ----- | ----- | ----- | ----- | ----- | ----- | ----- | ----- |
| 1 189 | 1 122 | 1 093 | 1 151 | 1 306 | 1 473 | 1 373 | 1 364 | 1 878 |

| 1962  | 1968  | 1975  | 1982  | 1990  | 1999  | 2005  | 2006  | 2010  |
| ----- | ----- | ----- | ----- | ----- | ----- | ----- | ----- | ----- |
| 2 391 | 3 105 | 3 926 | 5 382 | 6 960 | 7 388 | 7 632 | 7 589 | 7 538 |

| 2015  | 2020  | 2022  | - | - | - | - | - | - |
| ----- | ----- | ----- | - | - | - | - | - | - |
| 8 018 | 7 927 | 7 840 | - | - | - | - | - | - |

### Enseignement
Claix dépend de l'inspection académique de l'Isère et de l'académie de Grenoble. La ville comprend quatre établissements maternelles-primaires : l'école de Malhivert, l'école de Claix centre, l'école de Claix Pont-Rouge qui sont publiques et l'école Saint-Pierre qui est privée. Le département gère l'unique collège de Claix : le collège Georges-Pompidou. Pour le lycée, les enfants dépendent du lycée Marie-Curie situé à Echirolles.
Il existe également deux établissements spécialisés, d'un côté l'EREA qui est une SEGPA (sections d'enseignement général et professionnel adapté) et de l'autre l'IMPro (Institut médico-professionnel) qui est un établissement médico-social départemental intégré à une structure inter-établissement du nom de EPISEAH (Établissement Public Isérois de Services aux Enfants et Adolescents Handicapés).

### Sports
Au début du XXe siècle, le premier club sportif sur Claix était un club de rugby à XV aujourd'hui disparu. Le ski alpin était également pratiqué sur le Pré du Four au-dessus du hameau de Saint-Ange, (commune de Varces-Allières et Risset)
Les installations sportives se situent à deux endroits distincts, tout d'abord dans le complexe du parc de la Bâtie avec deux terrains de football dont un synthétique, un gymnase comprenant un dojo et un mur d'escalade, un skate park et un terrain de beach volley, ensuite se situe l'espace Pompidou avec un terrain de football, de beach volley, une piste d'athlétisme et un gymnase.
De nos jours, la ville compte plus de vingt-cinq associations sportives. Parmi elles on trouve le football, les boules (pétanque, boule lyonnaise), les arts martiaux (judo, kick boxing, tai-chi-chuan, tae kwon do, headong gumbon), la danse, le twirling bâton, le football américain, la gymnastique, le tennis, le ski alpin, le badminton, l'escrime, le cyclisme, la danse (classique, jazz, moderne et claquettes), le stretching, l'escalade ou le volley-ball. La plupart de ces activités sont disponibles par l'intermédiaire de la maison de la jeunesse et de la culture. Sont présentes également des associations sur la pêche et la chasse.
Le Claix Football, club de football masculin et féminin dont l'équipe première féminine évolue en seconde division du championnat de France depuis sa promotion en 2010. Ses principaux résultats sont :
- Quarts de finale du Challenge de France féminin 2005-2006
- accession à la D2 en 2005 et 2010
- En 2014, l'équipe féminine lyonnaise est venue à Claix pour battre les claixoise 6-0.

Parmi les joueuses emblématiques on peut citer
- Cécile Locatelli, qui fut sélectionnée 44 fois en équipe de France de football féminin eut pour premier club Claix Football
- Marina Makanza, internationale française.
- Dalila Zerrouki joue en équipe d'Algérie de football féminin

### Médias
Historiquement, le quotidien à grand tirage régional Le Dauphiné libéré consacre, chaque jour, y compris le dimanche, dans son édition de Grenoble-Sud, un ou plusieurs articles à l'actualité de la commune, de l'agglomération, ainsi que des informations sur les éventuelles manifestations locales, les travaux routiers, et autres événements divers à caractère local.

### Cultes
La communauté catholique de Claix (et son église, propriété de la commune) est rattachée à la paroisse catholique Bienheureux Charles de Foucauld.

## Économie

### Généralités
L'activité économique a été essentiellement agricole jusque dans les années 1960.
Une foire de deux jours était organisée sur le mont Olivet le jour de la Sainte-Croix (le 14 septembre), entre 1302 et 1903.
Les vins de Claix étaient même réputés au début du XXe siècle. Depuis, le développement de la commune s'est fait essentiellement par l'accueil de personnes travaillant dans le bassin d'emploi de l'agglomération grenobloise, même si une activité économique locale s'est développée dans des zones industrielles ou artisanales (ZA des Bauches, de Fond Ratel...).
La commune fait partiellement partie de l'aire géographique de production et transformation du « Bois de Chartreuse », la première AOC de la filière Bois en France.

### Revenus de la population et fiscalité
En 2010, le revenu fiscal médian par ménage était de 43 659 €.

## Culture locale et patrimoine

### Lieux et monuments
- Fort de Comboire

Le fort de Comboire (1882-1884) fait partie de ces forts qui furent construits après la guerre de 1870 pour protéger Grenoble, comme le fort du Saint-Eynard, le Bourcet, le Murier, Montavie, les Quatre-Seigneurs. Il est assez bien conservé, ayant été occupé par l'armée jusque dans les années 1970. C'est un bâtiment allongé avec des arcades sur deux niveaux. Sur les rochers de Comboire, diverses autres installations militaires permettaient de loger des pièces d'artillerie. Les superstructures du fort sont recouvertes de terre, le rendant très peu visible sous la plupart des angles. Le fort, comme les autres forts entourant Grenoble, n'a jamais joué de rôle militaire notable.

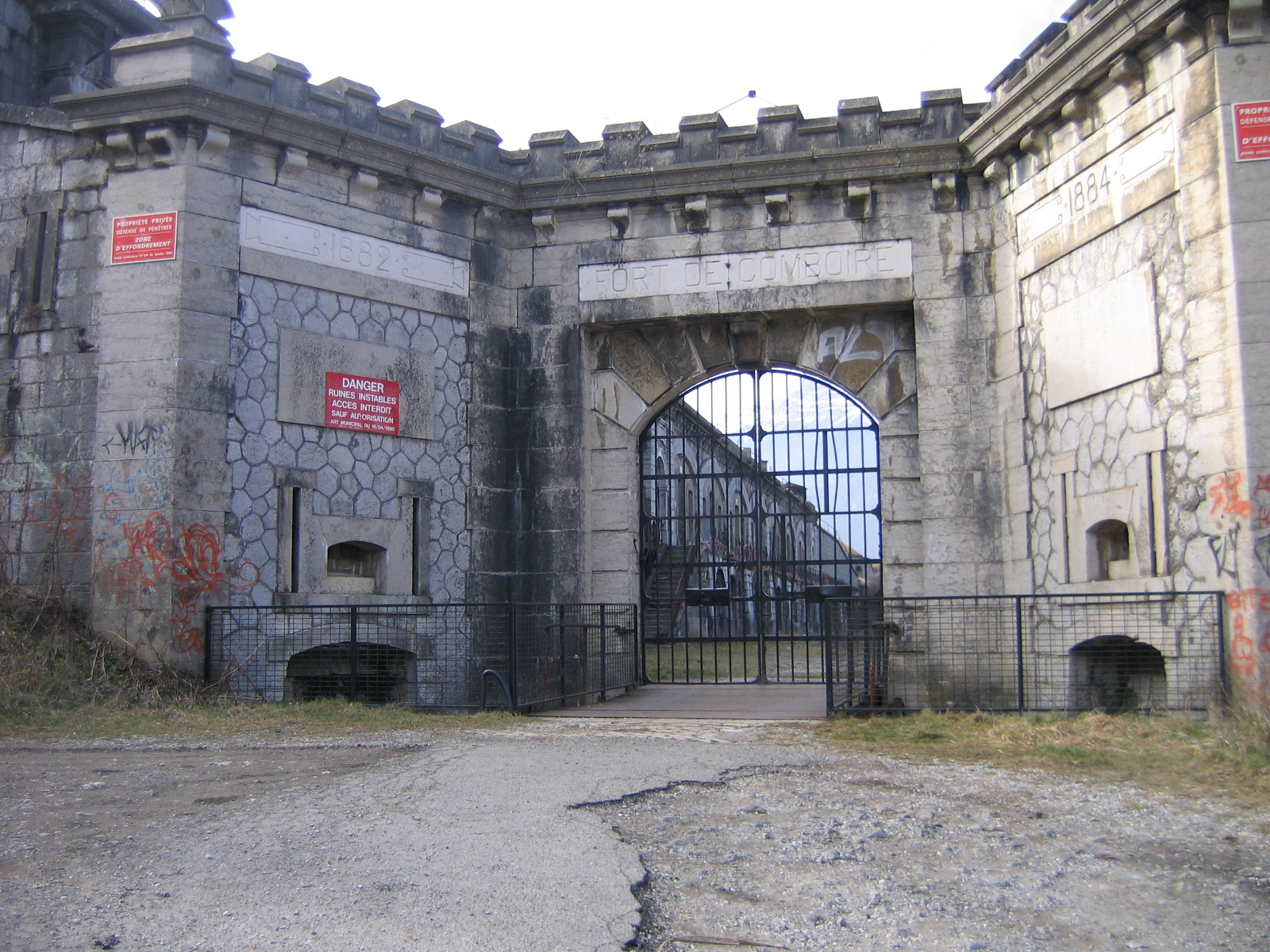
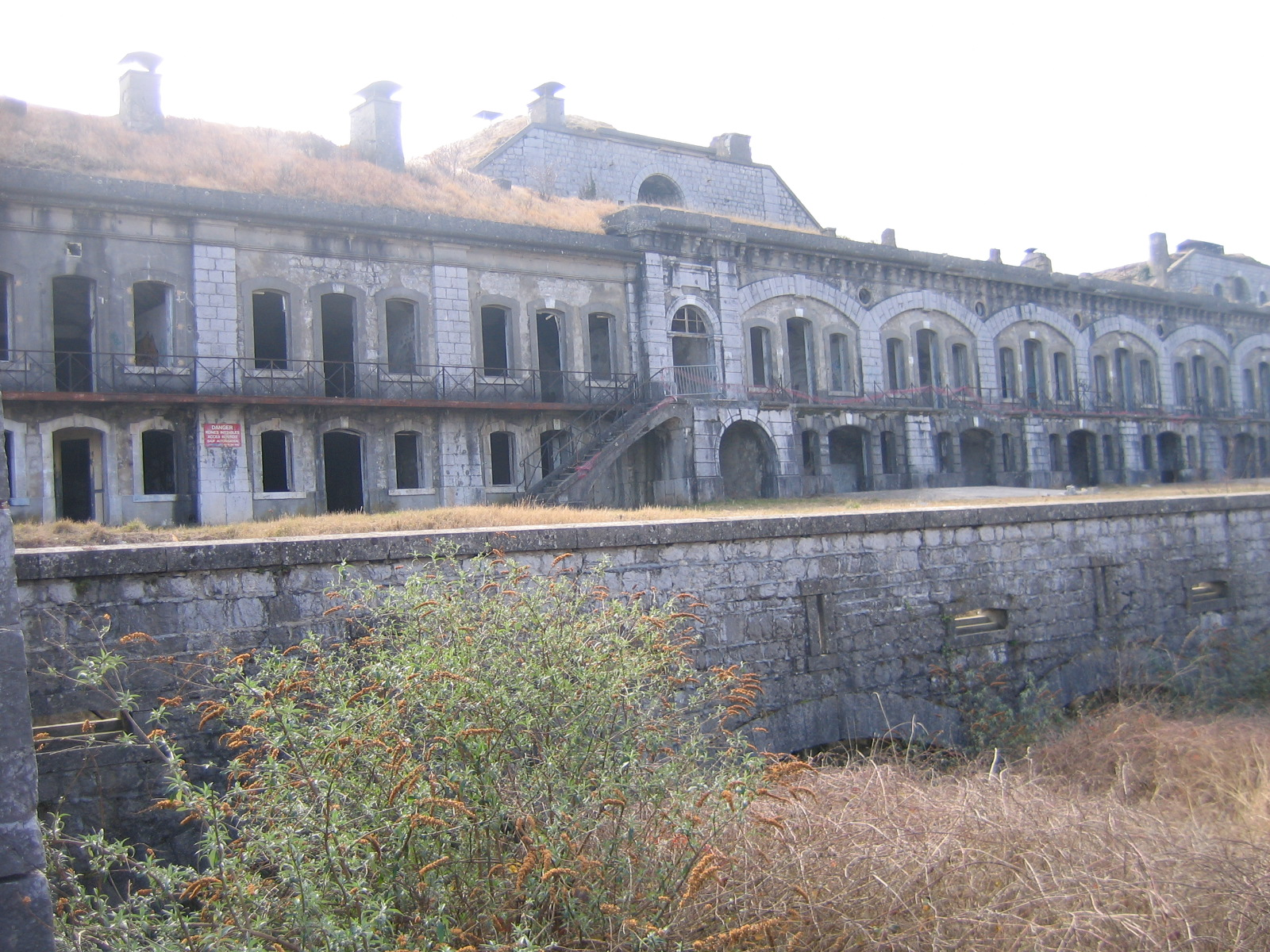
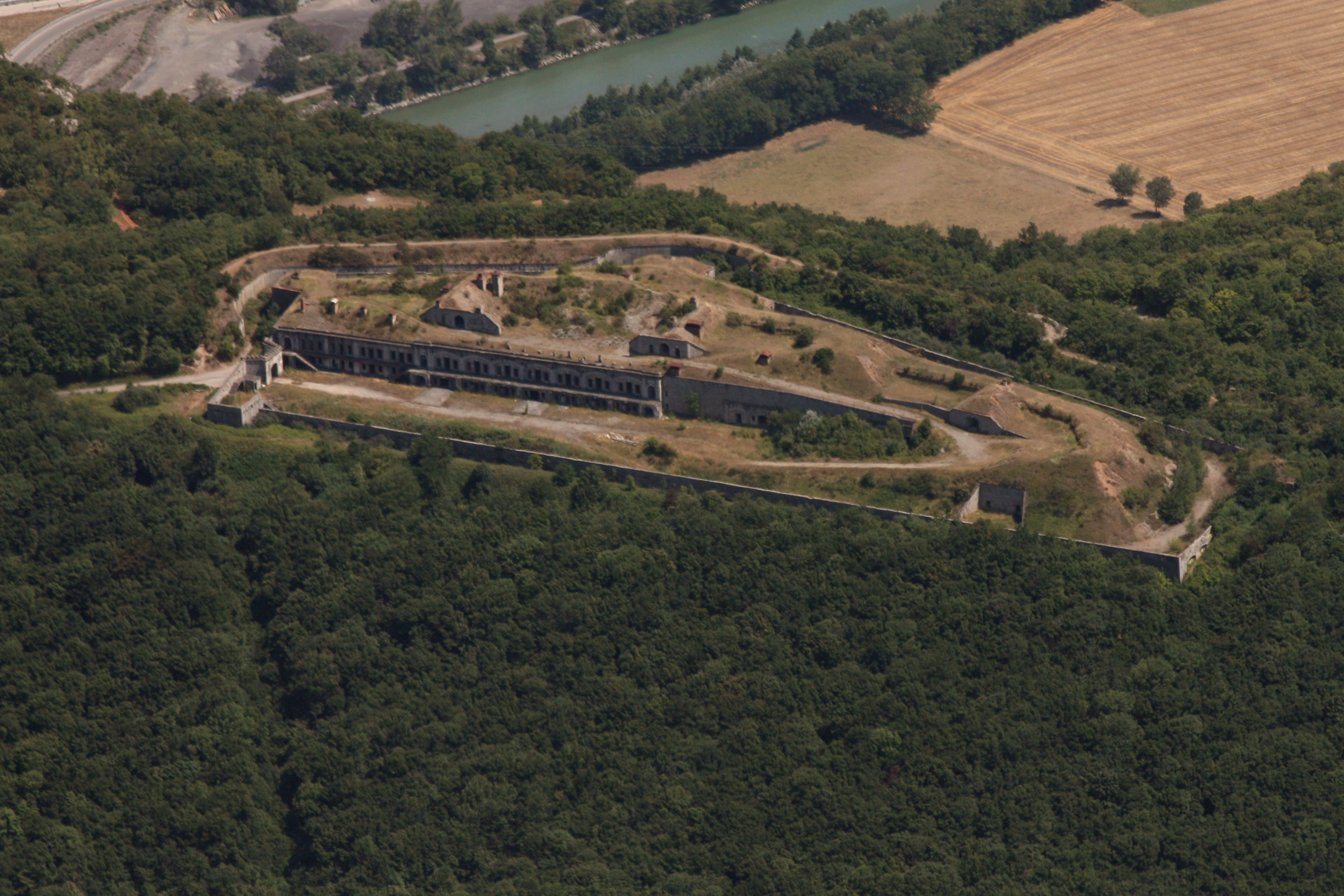

- Pont Lesdiguières

Le pont Lesdiguières est un pont en maçonnerie franchissant le Drac, également appelé « pont de Claix » car entièrement situé avant 1873 sur la commune de Claix. À partir du 2 juillet 1873, date de création de la commune de Pont-de-Claix sur la rive droite du Drac, il va donc relier Claix à Pont-de-Claix.
La dénomination du pont provient de l'initiateur de la construction François de Bonne de Lesdiguières, lieutenant général du Dauphiné, mort en 1626.
Cité parmi les sept merveilles du Dauphiné, c'est une construction très hardie avec une unique arche de 46 mètres d'ouverture, à 16 mètres au-dessus du Drac. Il est classé monument historique par arrêté du 27 mai 1898,.

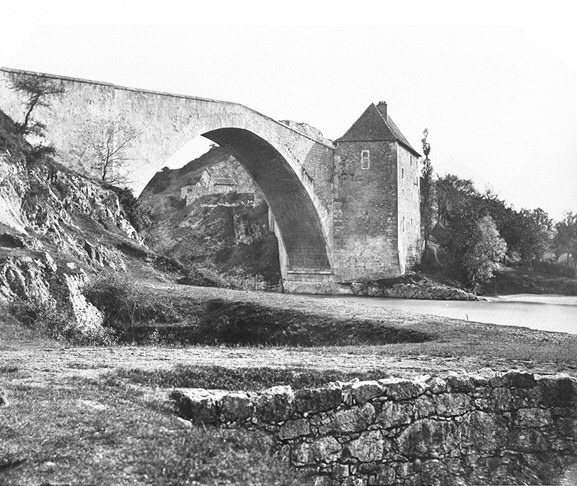
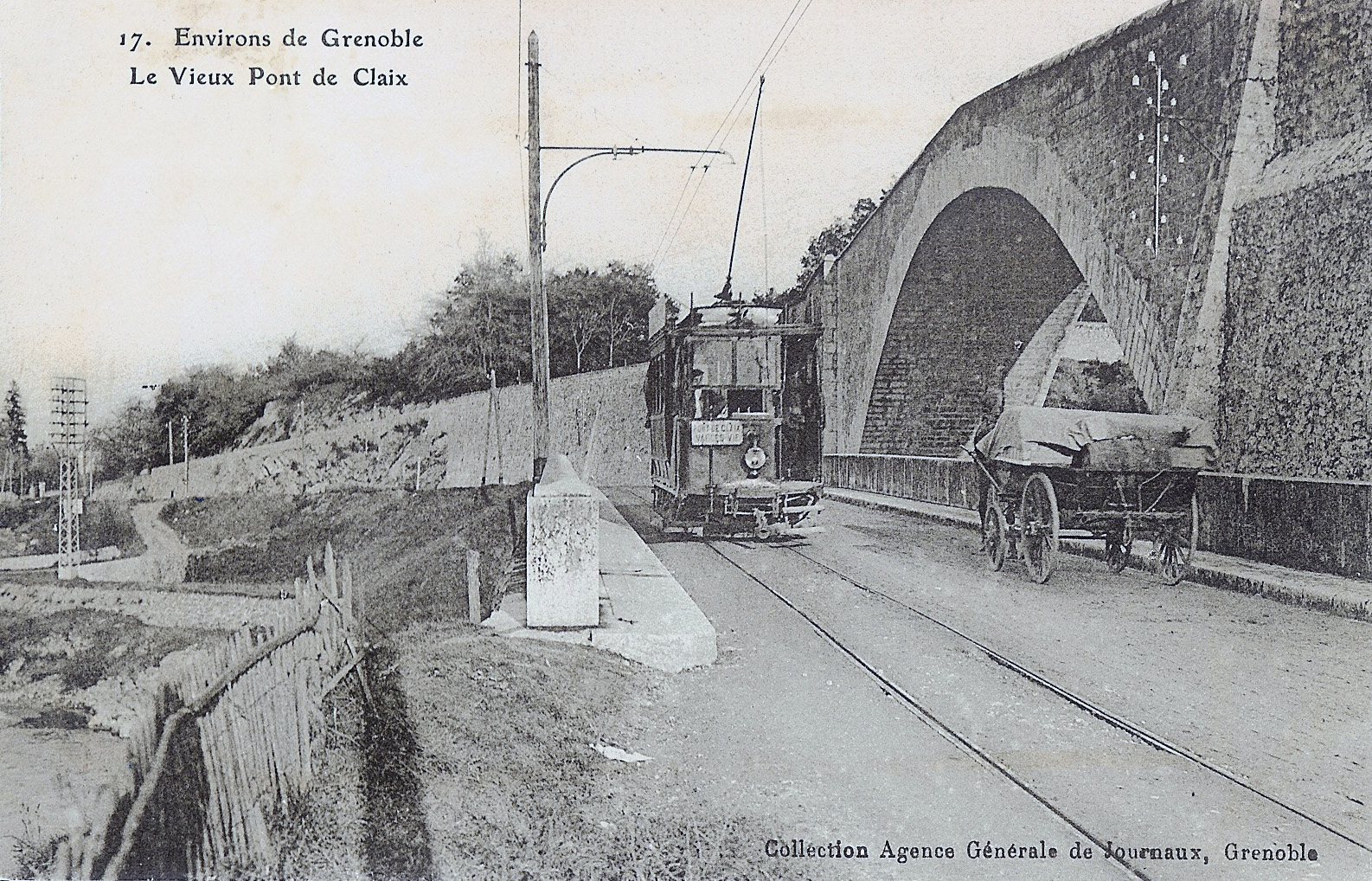
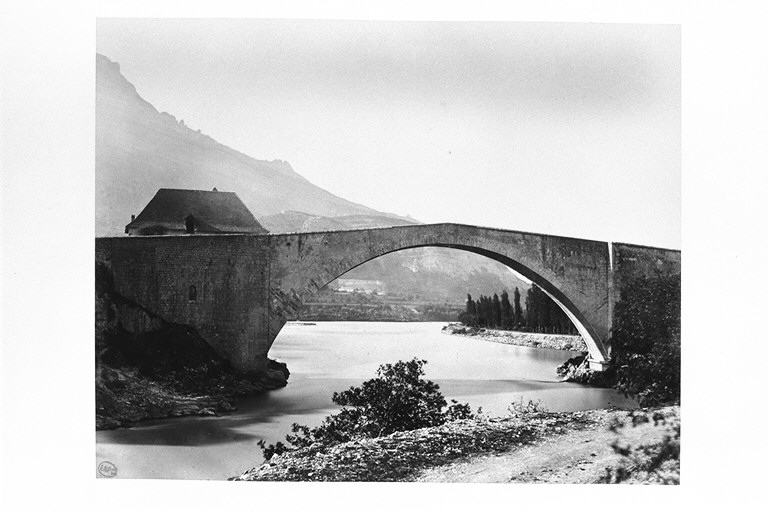
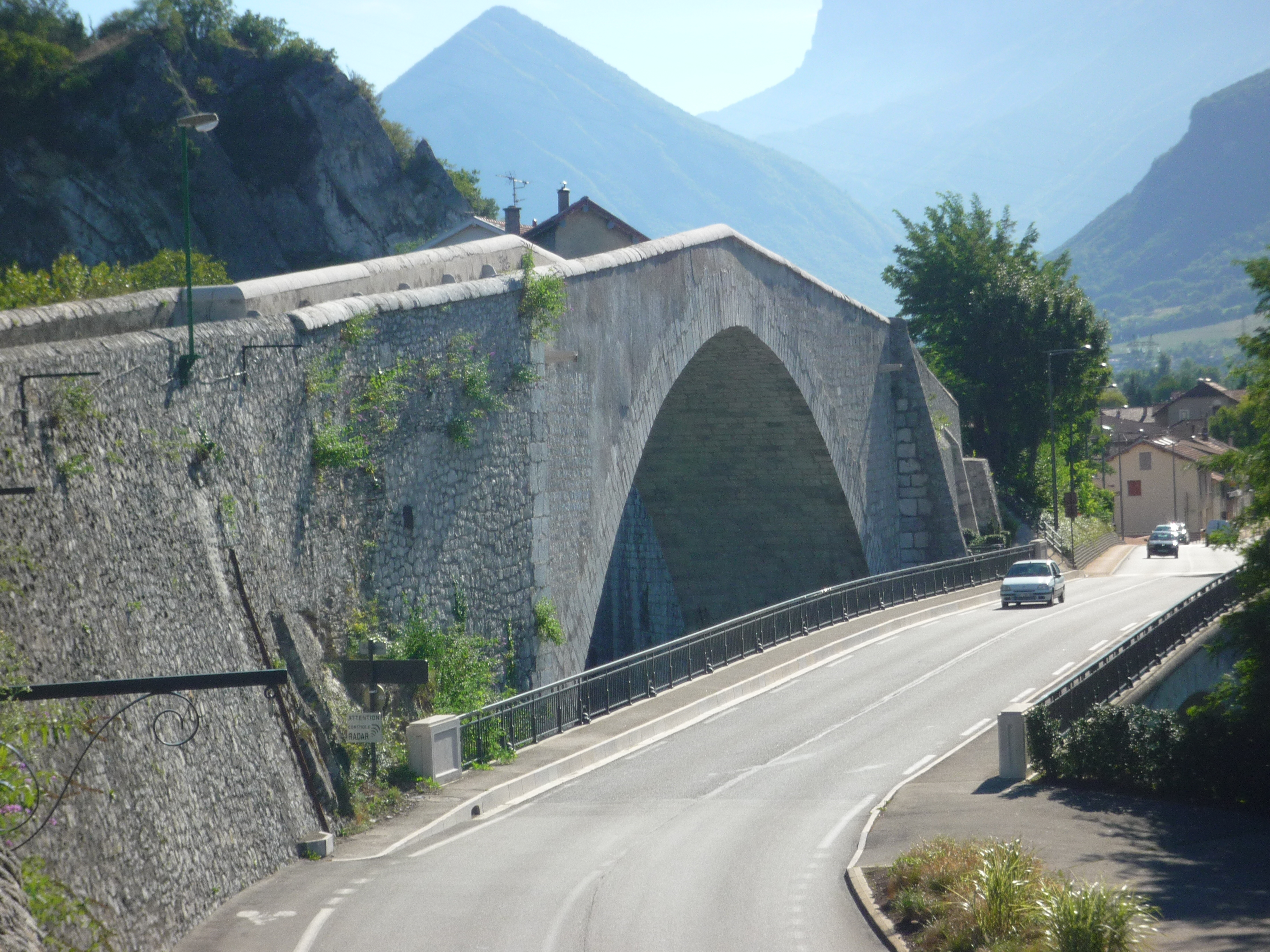
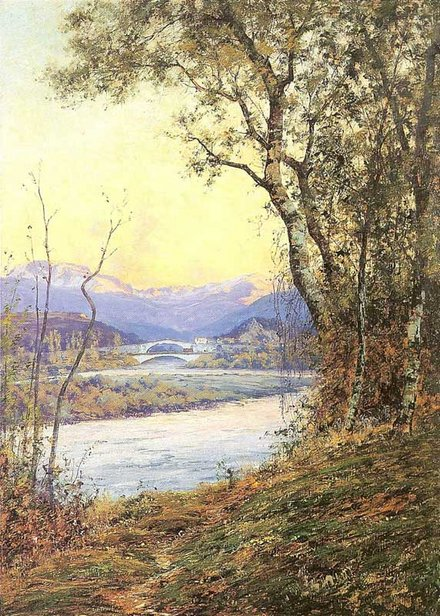

- Château de Château-Robert

Ruines du château delphinal (antérieur au XIIe siècle) surplombent le village. Édifié par les barons de Sassenage, il passa dans les possessions delphinales en raison de sa position stratégique. On en connaît une description très complète datant de 1339. Vers 1850 on mina ses fondations à la recherche d'un hypothétique trésor des Templiers, ce qui causa sa ruine : il n'en reste à peu près qu'un pan de mur. Il ne semble pas y avoir eu de transformation depuis le XIVe siècle.
- Maison forte de la Grange aux Dames, du XVe siècle[25]

Cette maison forte avec de belles fenêtres à meneaux pourrait dater du XIVe siècle. Elle accueille une école maternelle et primaire privée.
- Monument aux morts communal

Celui-ci se présente sous la forme d'un simple mur commémoratif, orné de palmes et soutenant deux plaques, présentant les victimes de la première guerre mondiale avec la mention « À la mémoire glorieuse des enfants de Claix, morts pour la patrie ».

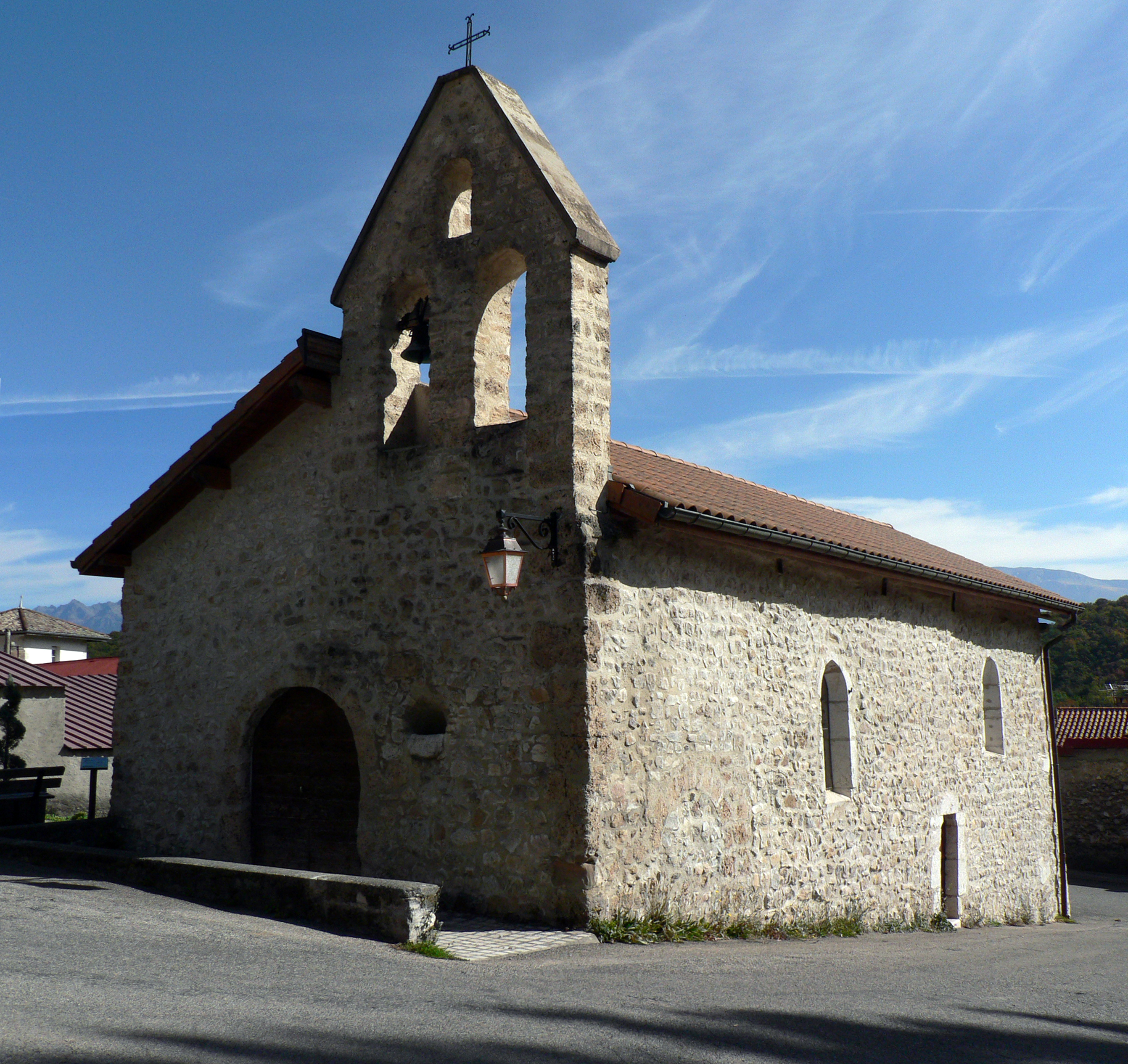
Chapelle de Cossey
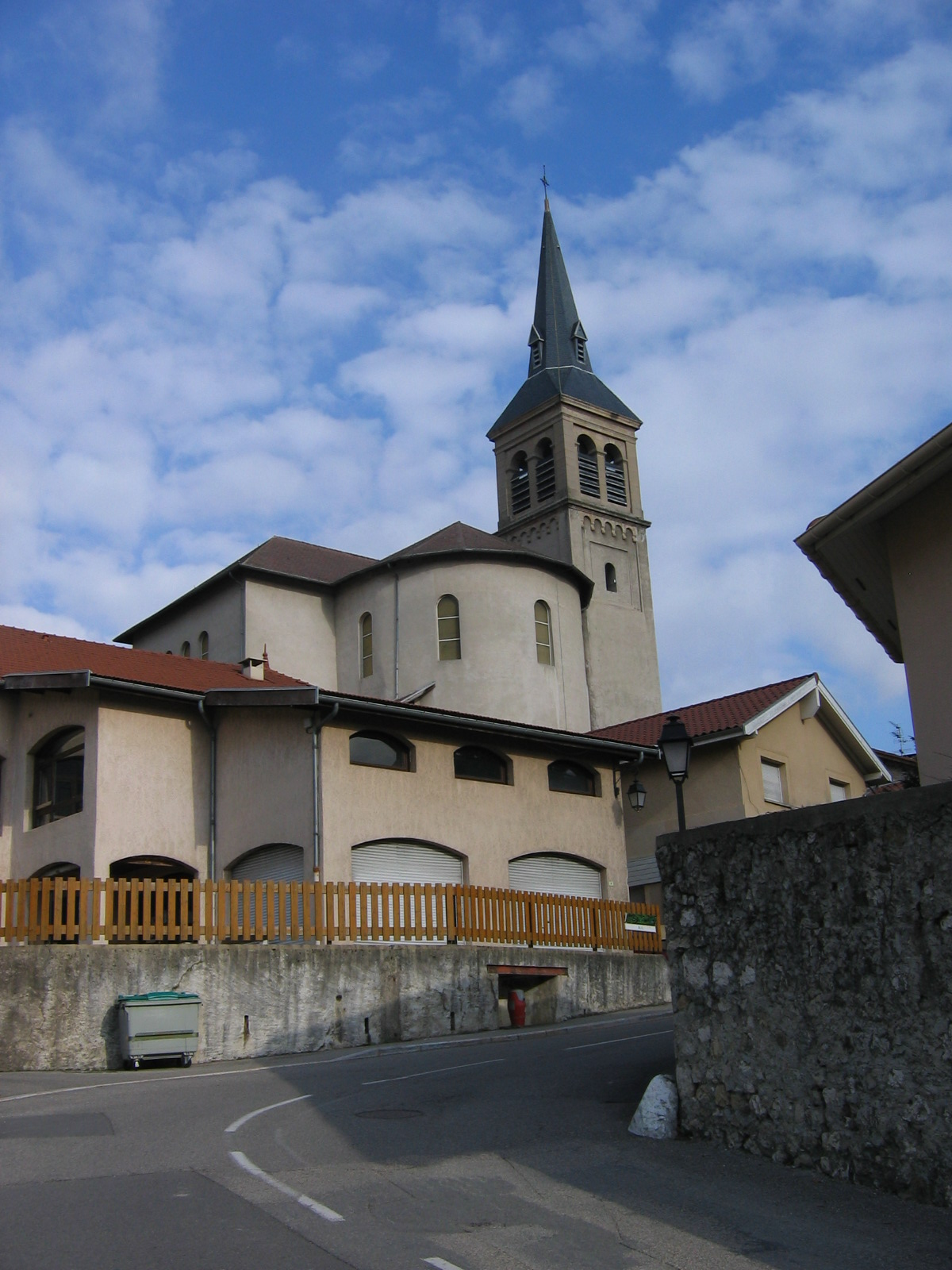
Église Saint-Pierre
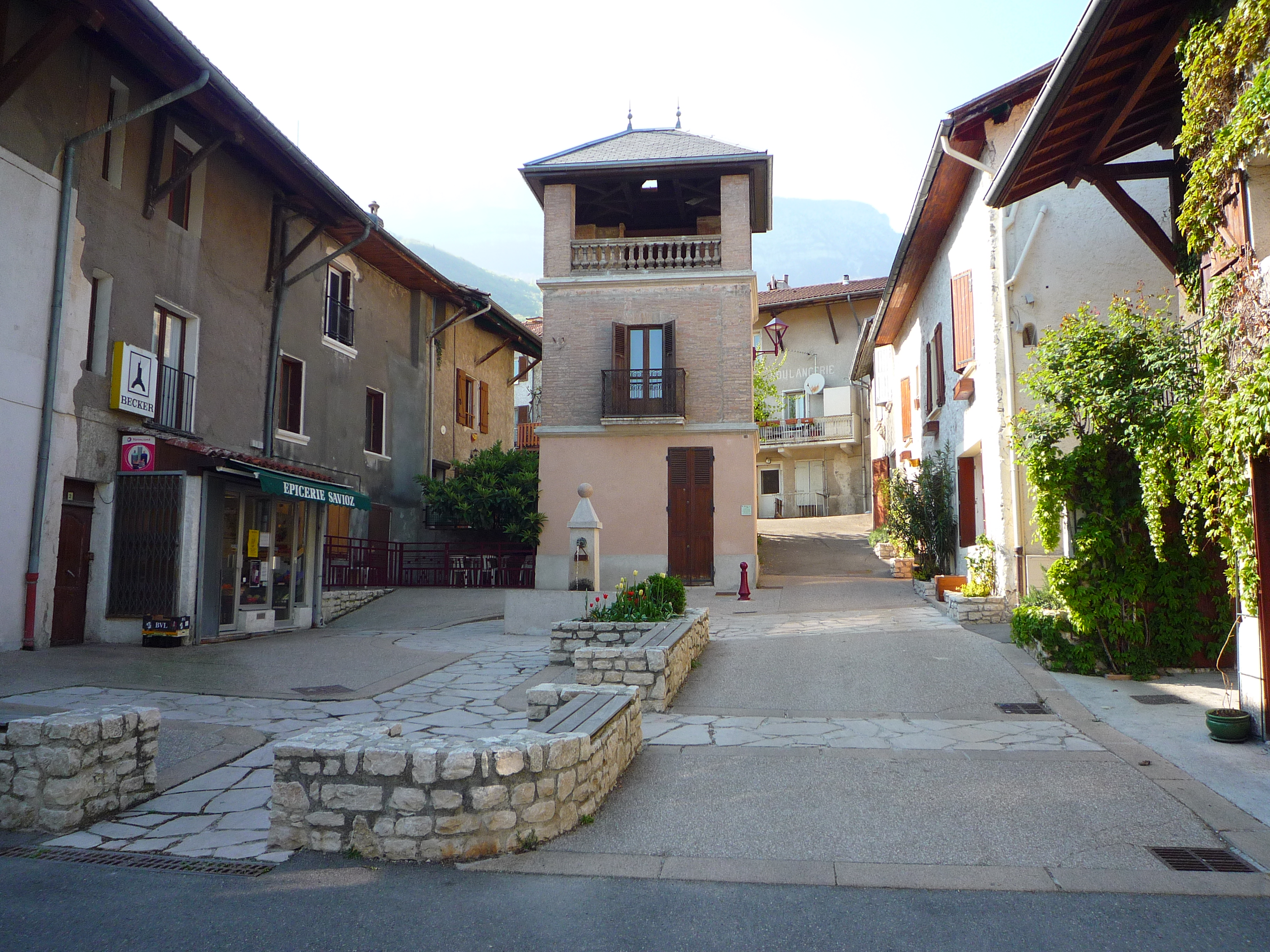
Tour des Alpes
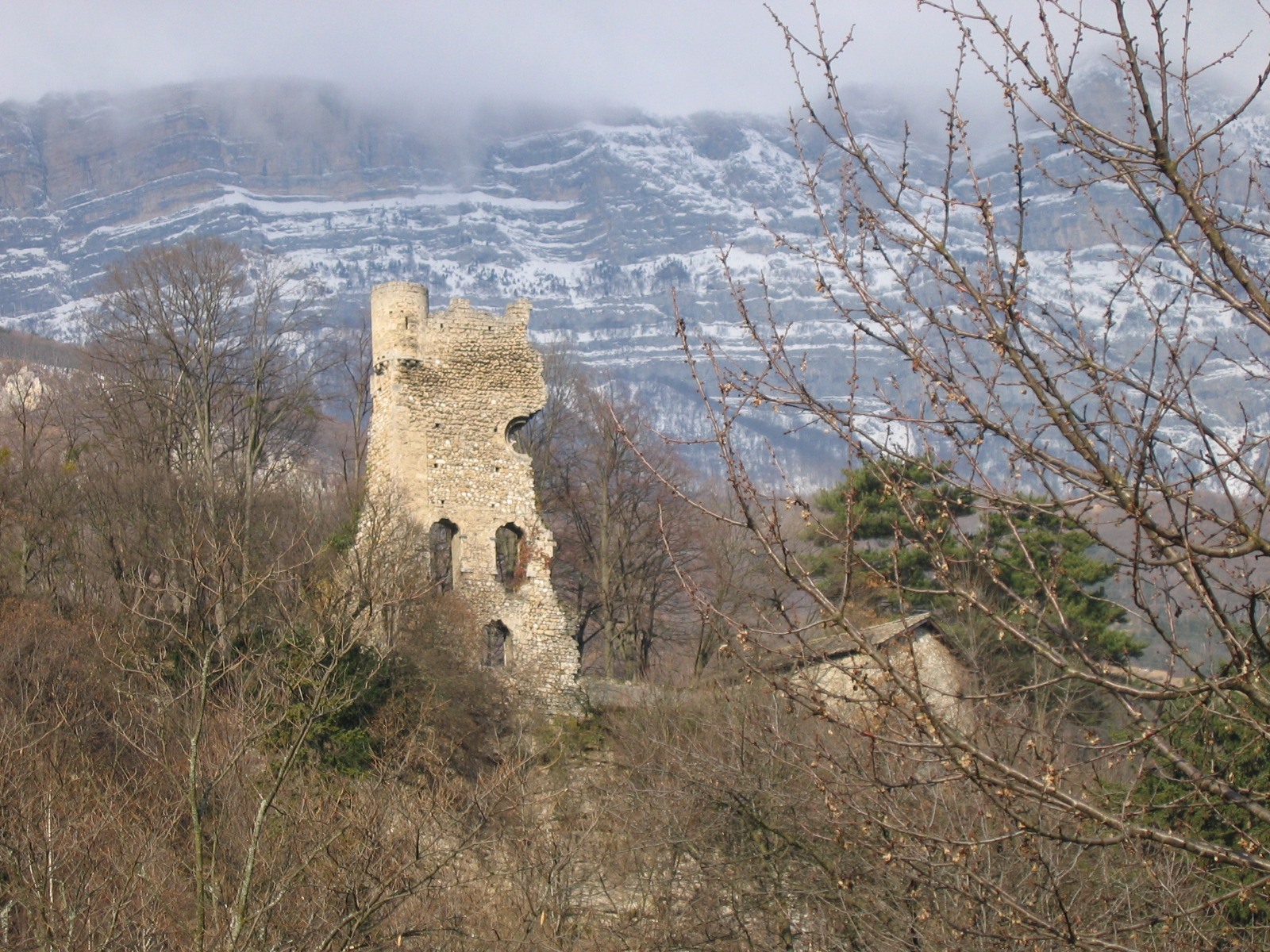
Château delphinal

- Église Saint-Pierre, du XIXe siècle[25]
- Chapelle romaine de Saint-Jean de Cossey, jadis église paroissiale[25]
- Ancienne chapelle de la Côte[25]
- Maison médiévale de Mariette d'Enghien, du XVe siècle[25]
- Château de Cossey, du XVIIe siècle[25]
- Château de la Balme, du XVIIe siècle, et glaciaire[25]
- Château de la Ronzy, du XVIIe siècle[25]
- Château de Furonnière, du XVIIIe siècle[25]
- La « maison des champs » ou domaine de Furonnière, du XVIIIe siècle, habité par Stendhal[25]
- Manoir de Barthélémy Borel de la Minière[25]
- Manoir de Garrettière[25]
- Manoir de la Bâtie, du XVIIe siècle[25]
- Manoir du Duc de Malavert, du XVIIe siècle[25]
- Manoir de Mont Olivet, dit Château-Robert, du 1900[25]
- Le fort de Bozancieu, aujourd'hui disparu, fut construit par Lesdiguières à l'époque des guerres de Religion[25].
- Nécropole protohistorique présumée au hameau de Cossey[49],[50].

### Patrimoine culturel
La commune compte de nombreux fours à pain et de nombreuses fontaines. Riches de nombreux hameaux, la commune abrite de somptueuses demeures souvent converties en habitations multiples (château de la Balme) ou en école (La grange aux dames). La commune héberge aussi un nombre impressionnant de chapelles dont la plus connue, celle de Cossey, accueille chaque année en juin un concert de musique.

### Fêtes et spécialités
Claix possède de nombreux fours banaux répartis sur l'ensemble de son territoire. Le four de Furonnières, remis en état en 1983 par les habitants du hameau de Furonnières, est remis en chauffe chaque année depuis 1989 et accueille la fête du pain le second week-end de septembre. À cette occasion, plus de 450 pâtons et 450 tartes sont cuits dans le four mis en chauffe une semaine auparavant.

### Patrimoine naturel
- Espace naturel sensible de la tourbière du Peuil
- ZNIEFF des rochers de Comboire

### Personnalités liées à la commune
- Jean de Dunois, bâtard du duc d'Orléans, compagnon de Jeanne d'Arc, a été seigneur de Claix au XVe siècle. Sa mère, la belle Mariette d'Enghien, habitait une maison qui est toujours visible[53],[54].
- Yolande, dite Mariette d'Enghien, dame de Wiège et de Fagnoles, fille de Jacques d'Enghien, châtelain de Mons et de Marie de Roucy de Pierrepont, est décédée à Claix.
- Stendhal a passé de longs moments de son enfance à Claix, où sa famille possédait une propriété. Il dit y avoir passé « les plus belles années de sa vie ». La Vie de Henry Brulard raconte longuement les moments qu'il a passé dans la maison familiale du hameau de Furonnières. Le personnage du prêtre dans Le Rouge et le Noir lui aurait été inspiré par l'abbé Chélan, ami de la famille, officiant dans le hameau voisin de Risset.
- Hector Berlioz a séjourné longuement au château de la Balme, propriété à l'époque de son oncle Victor Berlioz.
- Le poète François Blanc dit Blanc-la-Goutte possédait une maison dans le hameau de la Balme, où il composa ses principales œuvres.
- Bertrand Mogniat-Duclos (1903-1987), artiste peintre, passa son enfance à Claix, ce dont témoignent les paysages de montagne constituant une part de son œuvre.
- Alexandre Dubuisson (1805-1870), artiste peintre, dont l'épouse était native de Claix. Il achète en 1850 les ruines et la maison du chateau delphinal[55].
- Geymond Vital (1897-1987) : comédien.
- Paul Traversier (1909-1927) : Dessinateur et peintre dont la famille habitait une maison du quartier de la Garretière et qui en a peint de nombreuses fois les intérieurs et extérieurs[56],[57].

### Héraldique
| Blason de Claix | Les armes de Claix se blasonnent ainsi : D'argent au chevron d'azur accompagné de deux croix tréflées en chef et d'une croix tréflée en pointe du même. |